# Hrabalkovití
Hrabalkovití (Pompilidae) je čeleď vos. Dospělé hrabalky se většinou živí nektarem, ale pro své larvy loví pavouky, případně parazitují na kořisti jiných hrabalek. Čeleď je rozšířena všude tam, kde žijí pavouci. Ve světě je známo asi 120 rodů, které se rozdělují do zhruba 5000 druhů. V Česku žije přes 100 druhů těchto vos.

## Charakteristika čeledi

### Popis
Hrabalkovití (hrabalky) jsou asi 100 miliónů let starou čeledí žahadlových z řádu blanokřídlých. Typické jsou pro ně dlouhé běhavé nohy, štíhlé tělo a žluté, oranžové a černé zbarvení. Přední nohy bývají často uzpůsobeny k hrabání. Tykadla mají dlouhá a často zakroucená. Křídla jsou složená ze dvou párů a mají charakteristickou žilnatinu. Hrabalky umějí létat, ale při lovu preferují pohyb po zemi. Vyznačují se typickým těkavým rychlým během, jakoby nervózním pokmitáváním složených křídel a rekognoskací terénu tykadly.

### Obživa
Dospělí jedinci se většinou živí nektarem nebo sají krvomízu ze svých obětí (z utržených nožiček nebo makadel). Larvy jsou masožravé. Kořist jim obstarávají pouze samice. Jedná se výhradně o různé druhy pavouků. Pohyby útočící hrabalky jsou dokonale sladěny pro zneškodnění pavouků často větších než jsou samy. Jde například o sklípkany, slíďáky, lovčíky, křižáky aj. Hrabalka se většinou odvážně vrhne přímo pod pavouka a rychlým bodnutím žihadla do nervových zakončení ho částečně paralyzuje. Žihadlo může použít i vícekrát. Pavouk je ochromen buď dočasně nebo trvale. Stane se jen zcela výjimečně, že pavouk uteče či dokonce hrabalku sám usmrtí. Někteří pavouci jsou již před samotným bodnutím jakoby paralyzovaní hrůzou. Samice pak na něj nebo do něj naklade vajíčko. Dočasně ochromeného pavouka ponechá svému osudu, trvale paralyzovaného dotáhne do podzemní komůrky. Samice buď vyhrabou hnízdo samy anebo využívají již vyhrabané komůrky své kořisti. Po vylíhnutí zůstává larva přichycená na svém hostiteli a pomalu ho konzumuje za živa, případně ho vyžírá zevnitř. Dává si pozor, aby nejprve snědla nevitální části a udržela svého hostitele co nejdéle naživu. Tento proces trvá několik dní nebo maximálně týdnů. Poté, co ho nakonec usmrtí, se zakuklí a následně se vylíhne nová hrabalka. Některé hrabalky používají metodu zvanou kleptoparazitismus. Vyhledají komůrku jiné hrabalky, otevřou ji, pozřou její vajíčko a nakladou tam své. Jejich larva se pak pustí do ochromeného pavouka (strategie rodu Evagetes). Nebo nakladou vajíčko přímo do již paralyzovaného pavouka a to v době, kdy se hrabalka, která ho ulovila, věnuje při transportu něčemu jinému. Výsledek ale bývá stejný – larva kleptoparazita sežere původní vajíčko nebo larvu a následně i pavouka (strategie rodu Ceropales).

### Zajímavosti
Žihadlo hrabalek patří k nejsilnějším v hmyzí říši. Bolest, kterou dokáže způsobit, je obrovská. Na tzv. Schmidtově stupnici bolestivosti žihadel má hodnotu 4, což je spolu s mravencem druhu Paraponera clavata vůbec nejvyšší bolestivost. Následky však rychle odezní.

## Taxonomie a rozšíření
Hrabalkovití se dělí do těchto podčeledí:
- Ceropalinae
- Pepsinae
- Pompilinae
- Ctenocerinae (některé zdroje jí nevyčleňují)

Všechny jsou rozšířeny kosmopolitně a vyskytují se tam, kde žijí jejich hostitelé pavouci. Čeleď obsahuje více než 5 000 popsaných druhů ve 120 rodech. V Česku bylo zatím popsáno něco přes 100 druhů hrabalek ve 22 rodech.

## Galerie

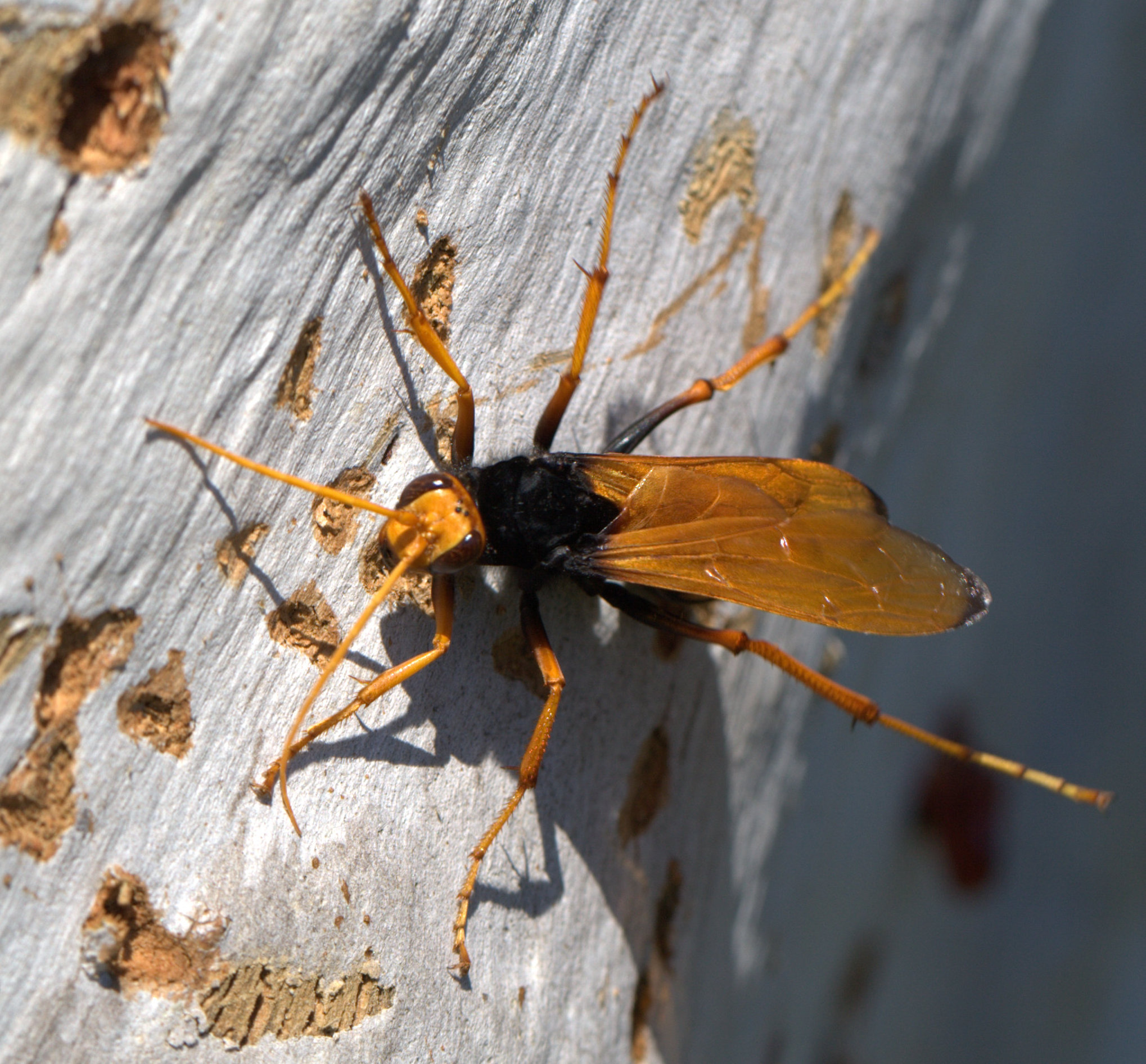
Australský druh Cryptocheilus bicolor.
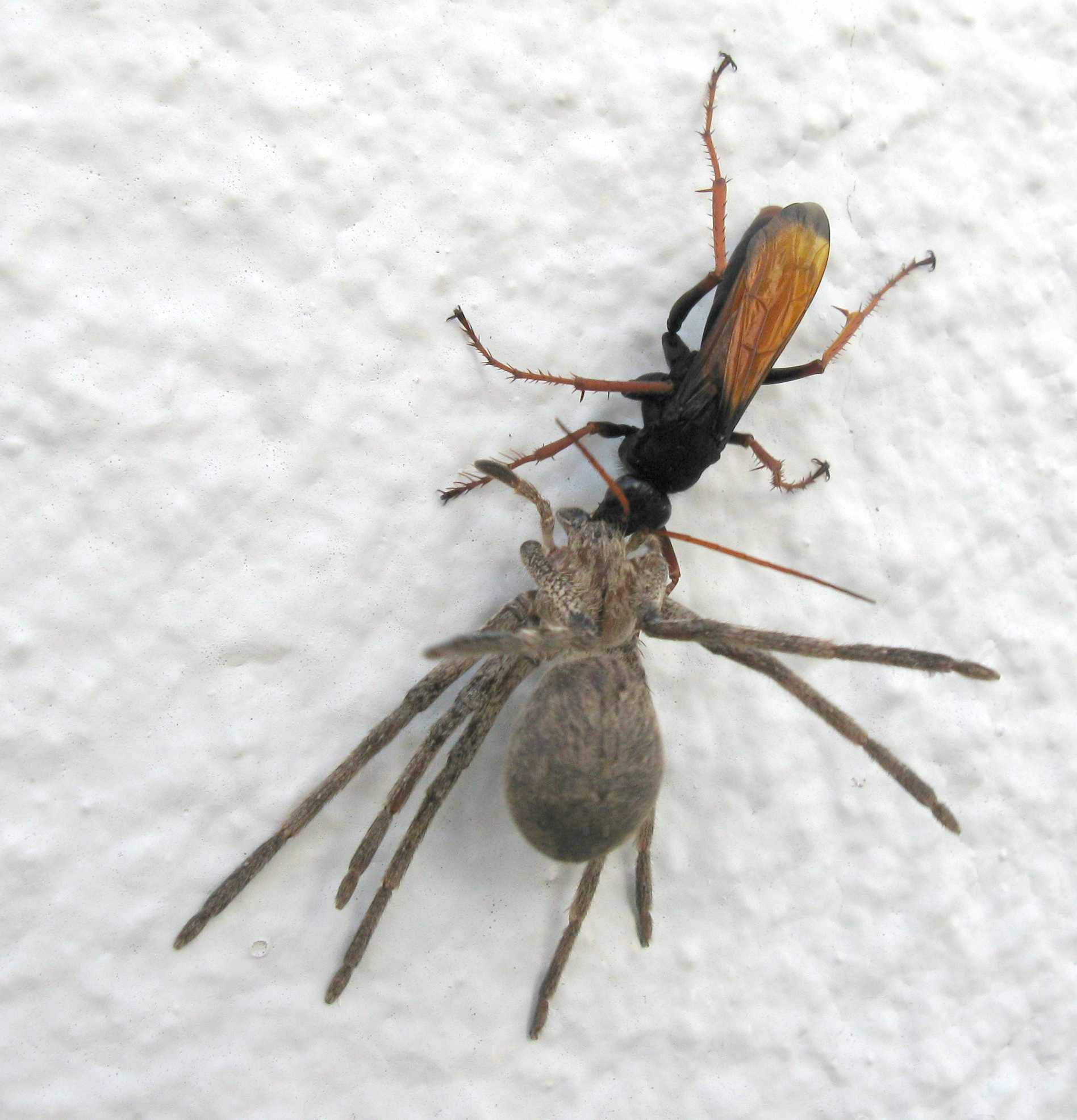
Tachypompilus ignitus s uloveným pavoukem maloočkou rodu Palystes.
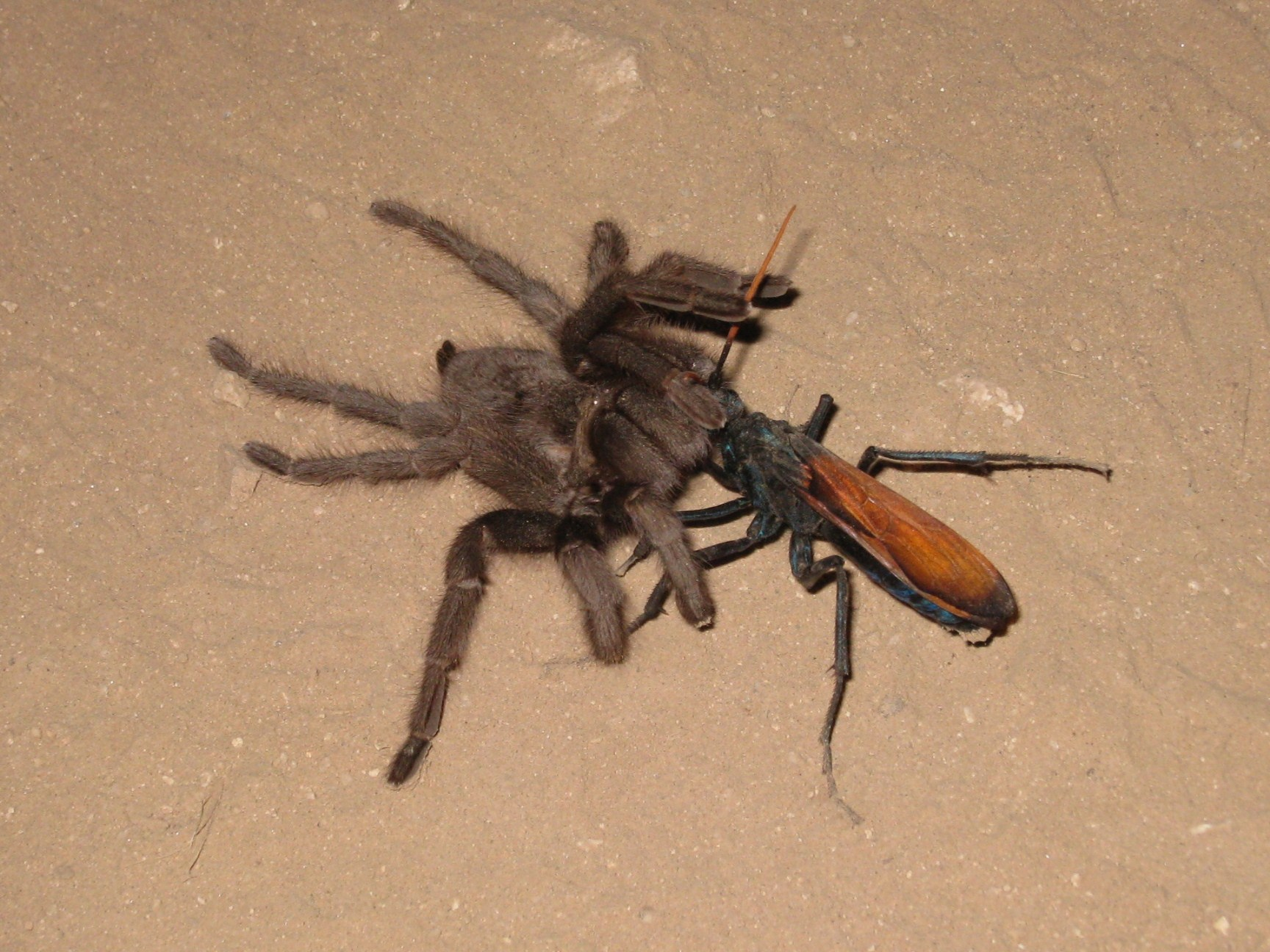
Hrabalka Hemipepsis ustulata zvaná „tarantula hawk“ s paralyzovaným sklípkanem.
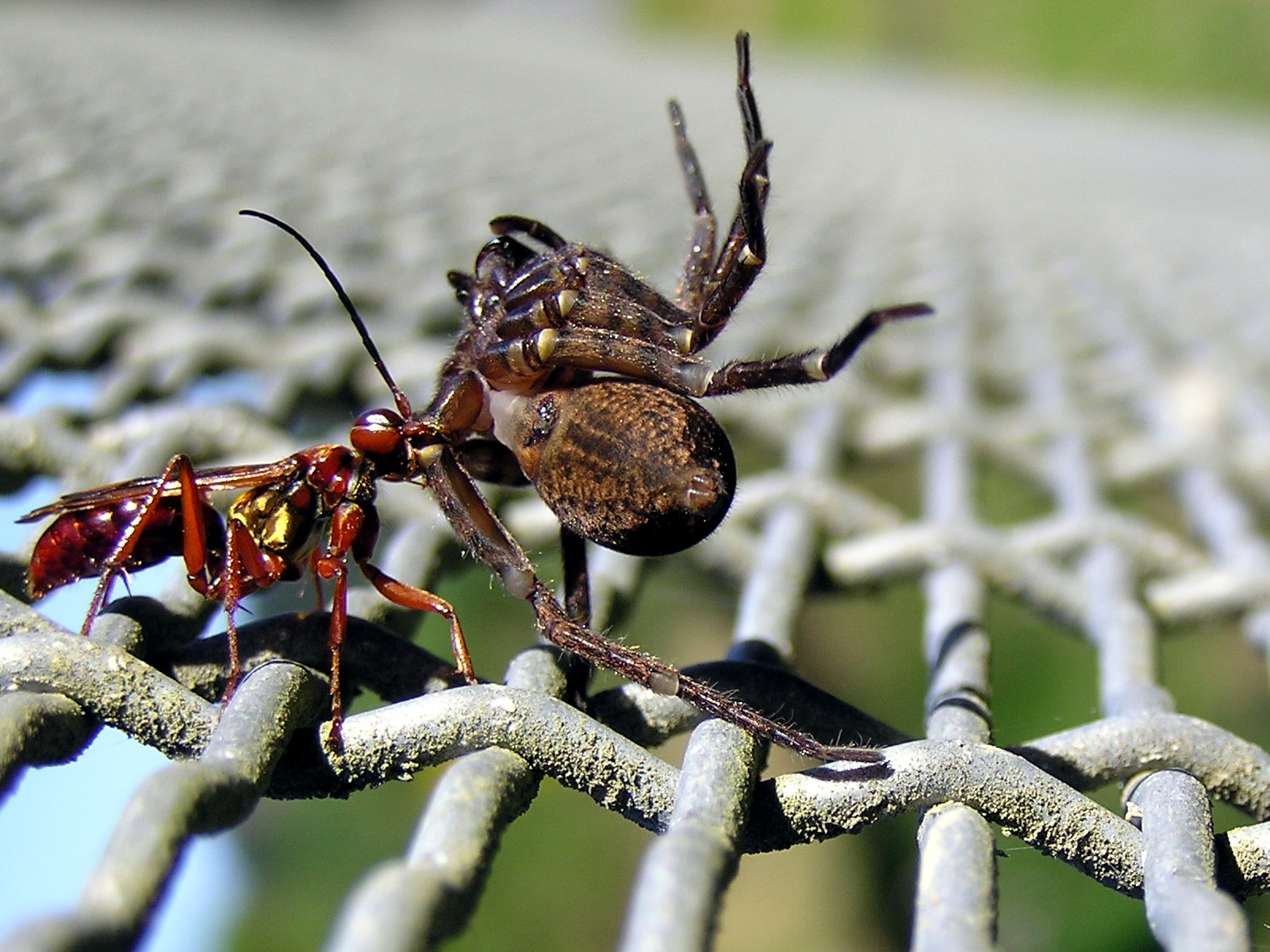
Hrabalka Sphictostethus nitidus zvaná „golden hunting wasp“ s kořistí míří do hnízda.
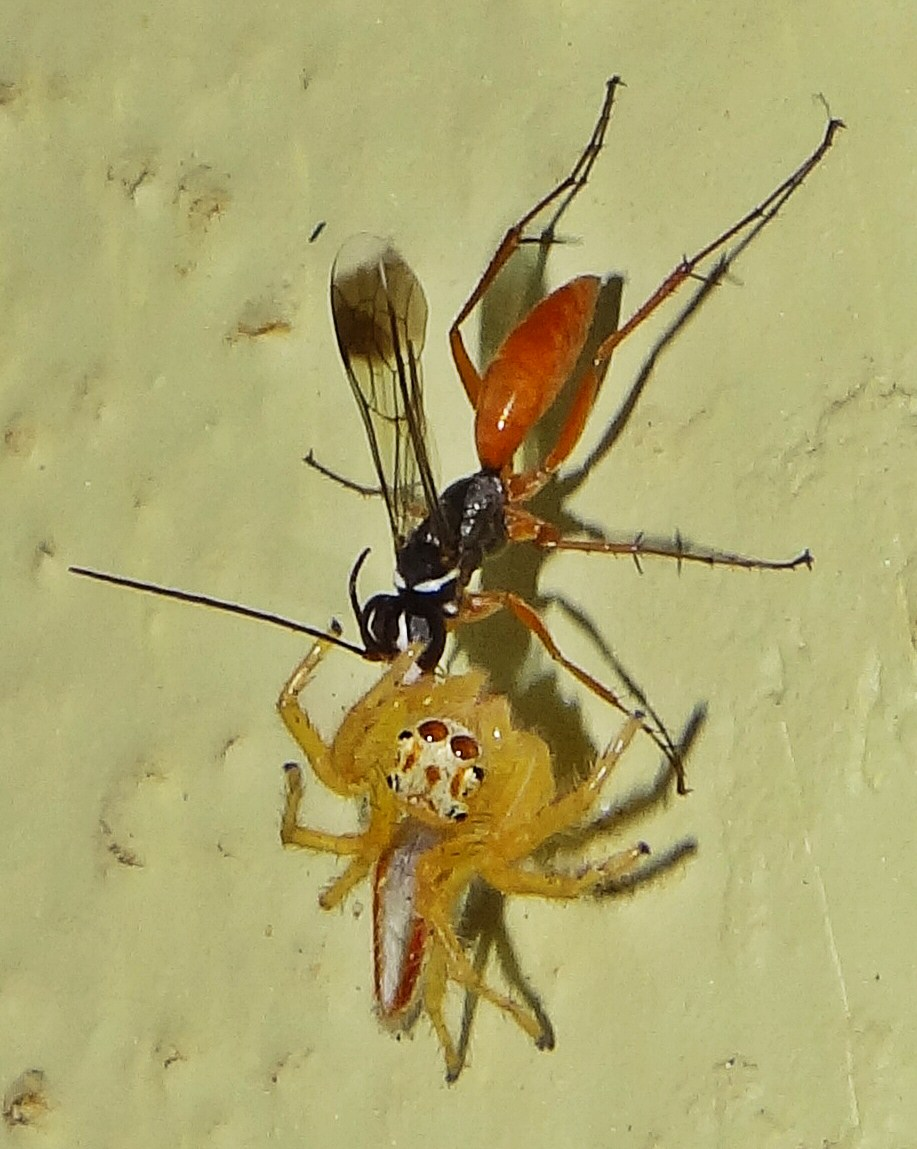
Indická hrabalka se skákavkou.
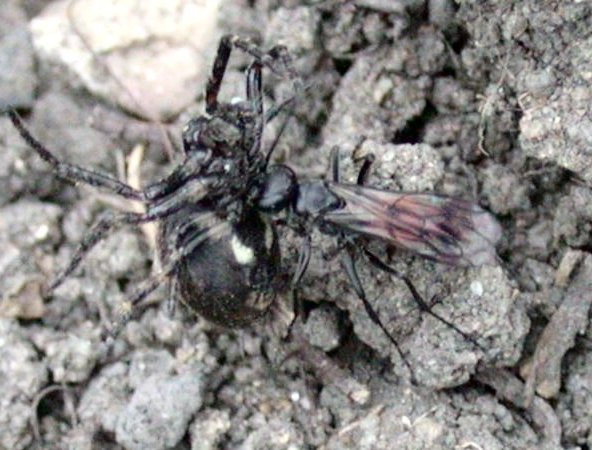
Hrabalka pocestní (Anoplius viaticus) s křižákem podkorním.
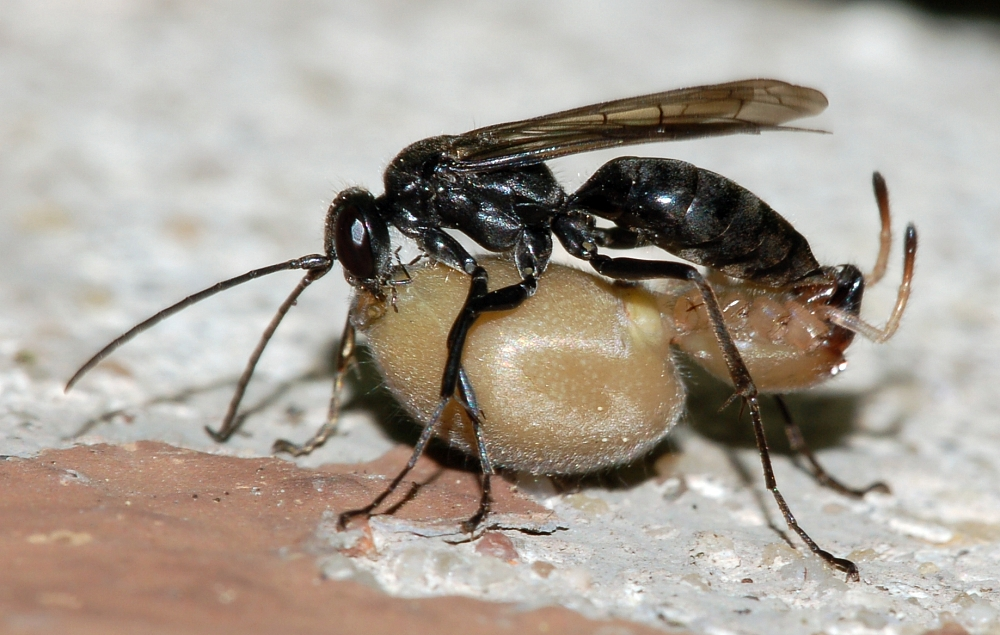
Hnízda hrabalek černých (Auplopus carbonarius, na obrázku s uloveným pavoukem) bývají často napadeny jinými parazity jako jsou lumci, chalcidky a zlatěnky.